# الاوالدین عبدالله‌اف
الاوالدین عبدالله‌اف (۱۹۶۵–۲۰۲۲) از بازیگران مشهور تئاتر و سینمای کشور تاجیکستان بود. مردم تاجیکستان او را بیشتر با برنامهٔ تلویزیونی «شوخی‌های الاویدین» می‌شناختند که وی کارگردان و بازیگر نقش‌های اصلی صحنه‌های طنزآمیز آن برنامه بود. او از سال ۲۰۱۹ ریاست فرهنگ ولایت ختلان تاجیکستان را بر عهده داشت. این بازیگر در روز ۱۷ فوریه ۲۰۲۲ و در سن ۵۷ سالگی براثر بالا بودن فشار خون درگذشت.

## جوایز
- هنرپیشه شایسته تاجیکستان (۲۰۰۶)
- هنرپیشه مردمی تاجیکستان (۲۰۱۳)